# Religion in der Volksrepublik China
Die Volksrepublik China ist ein laizistischer Staat und die Mehrheit der Chinesen bekennt sich offiziell zu keiner Konfession. Es gibt bis heute kein nationales Religionsgesetz, sondern nur vielerlei Dokumente. Das Verhältnis des Staats zu den Religionen ist unklar und lokal unterschiedlich. Die Regierung der Volksrepublik China fördert jedoch den chinesischen Volksglauben als “einzig kompatible Religion mit dem chinesischen Staatssystem”. Chinas indigene Religion ist der Daoismus. Dessen geistige und rituellen Vorläufer sind der chinesische Geisterglaube, die Geomantie und andere magische Künste (wie die Wahrsagerei und das Hand- und Gesichtslesen) sowie die Naturverehrung und der der Schamanismus als Ganzes. Der Buddhismus kam erst um die Zeitenwende über die Seitenstraße und auf dem Seeweg nach China. Über die Seitenstraße kam später aus der Islam nach China und ab dem 12. Jahrhundert gibt es erste Kontakte mit dem Christentum.

## Wesen der Religion in China
Religionen haben in China eine durchaus andere Bedeutung als in Europa. In China hat die Frage nach dem Sinn des Lebens, einem Leben nach dem Tod oder nach einem allmächtigen Gott nie eine große Rolle gespielt. Konfuzius antwortete auf die Frage, was nach dem Tode geschehen wird: „Wenn wir noch nicht einmal wissen, was das Leben ist, wie können wir da etwas vom Tod wissen?“ Über Götter sagte er, dass man zwar nicht wisse, ob sie existierten, man solle aber so leben, als ob sie existieren würden.
Im Zentrum der chinesischen Kultur standen stets das Leben, die Erde, Harmonie und das Glück der Menschen, nicht ein unsichtbarer Gott im Himmel. Der chinesische Philosoph Lin Yutang (1895–1976) schrieb darüber: „Dem westlichen Geist ist es kaum fassbar, dass die Beziehung von Mensch zu Mensch ohne den Gedanken an ein höchstes Wesen fruchtbar gestaltet werden könnte, während es dem Chinesen ganz ebenso erstaunlich vorkommt, weshalb die Menschen sich nicht auch ohne den Gedanken an einen Gott untereinander anständig sollten benehmen können.“
Für die Chinesen ist eine Religion eine Lehre unter vielen anderen Lehren. Sie schließt andere Lehren nicht aus und kann kein Vorrecht als Lehrmeinung oder unfehlbare Gültigkeit beanspruchen. Auch kann ein Chinese mehreren Religionen gleichzeitig anhängen. Ein Sprichwort beschreibt das Verhältnis der drei wesentlichen chinesischen Lehren: „Ein Chinese ist Konfuzianer, wenn es ihm gut geht, er ist Daoist, wenn es ihm schlecht geht, und er ist Buddhist im Angesicht des Todes.“ Auch werden die verschiedenen Religionen unterschiedlichen „Arbeitsfeldern“ zugeordnet. Zu einer Heirat wird bevorzugt ein Daoistenpriester hinzugezogen, während zu Beerdigungen eher buddhistische Mönche gerufen werden.
Die chinesischen Kaiser, die zugleich Oberhaupt des chinesischen Staatskults waren, besuchten bei besonderen Festen die Tempel aller Religionen. Der Unterschied im Verhalten der Kaiser gegenüber den verschiedenen Religionen lag nur darin, dass die Kaiser sich vor dem Altar des Himmelstempels und des Konfuziustempels niederwarfen, während sie sich vor den anderen Altären nur verbeugten.
Die Religion des einfachen Volkes ist eine Mischung aus altem Volksglauben mit Weissagen, Handlesen, Heilzaubern und Geistervertreiben sowie Feng Shui (= Geomantik), Fojiao (= Buddhismus), Daojiao (= Daoismus) und Kongjiao (= Konfuzianismus). Weder die Priester noch die einfachen Gläubigen interessieren sich dafür, aus welcher Religion ihre Götter stammen. Sie ist utilitaristisch und befasst sich wenig mit religiösen Bekenntnissen. Wichtig ist die Hilfe der Götter für ein gutes und langes Leben.

## Rechtlicher Status der Religionen

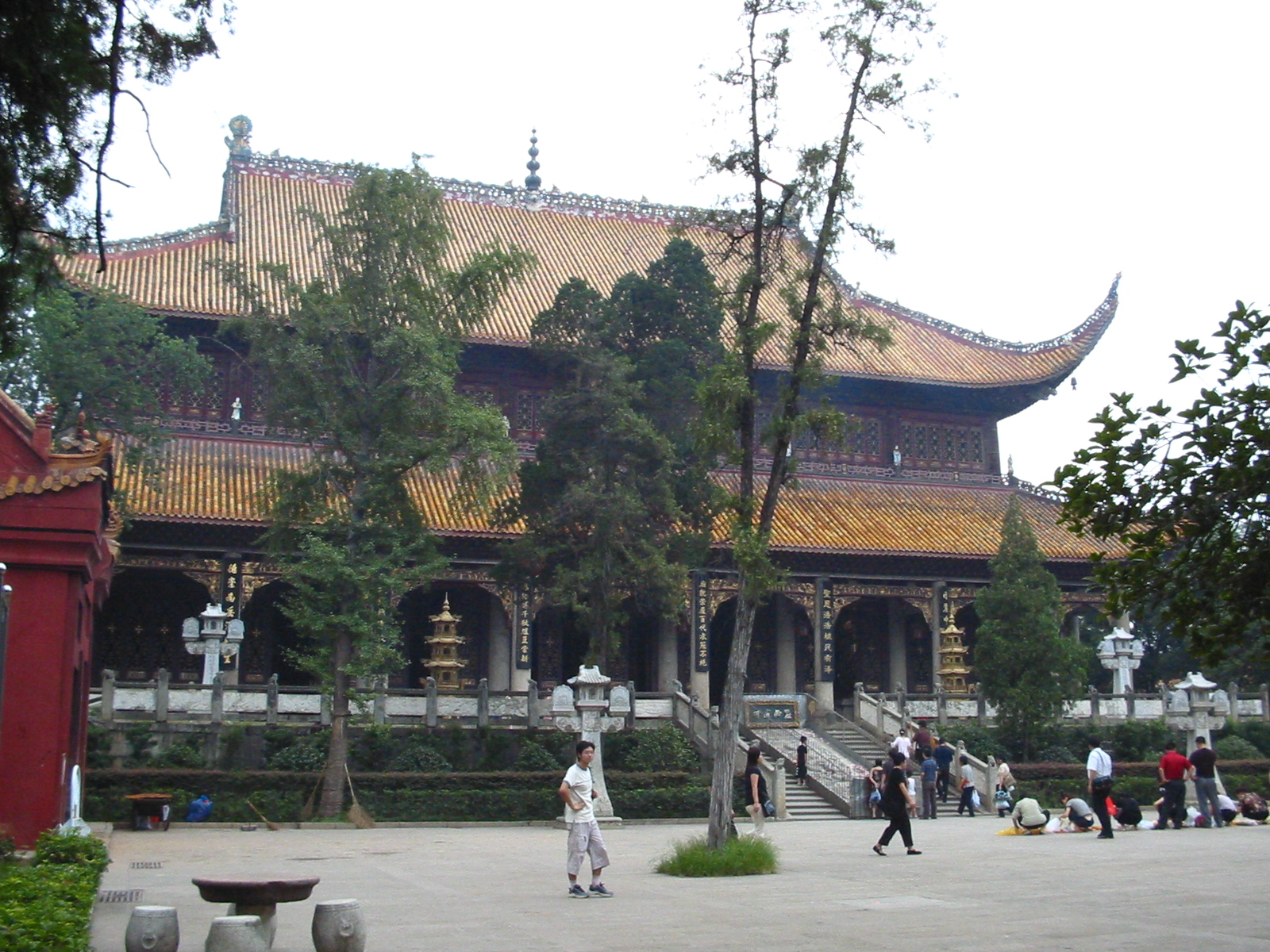
Tempel im Hengshan-Gebirge in der Provinz Hunan

In der Verfassung der Volksrepublik China ist der Schutz religiöser Lebensformen von Anfang an verankert, solange sie sich nicht gegen den Staat richten. Dazu gehört, dass
- die Religion nicht zu konterrevolutionären Tätigkeiten missbraucht wird,
- durch die Religionsausübung die öffentliche Ordnung nicht gestört wird,
- die religiösen Aktivitäten nicht durch eine ausländische Macht kontrolliert werden.

Die chinesische Religionspolitik gründet sich zwar auf der Verfassung, sie wird jedoch durch vielerlei Dokumente der Partei und der Regierungen auf den verschiedenen Ebenen (Provinz, Autonome Region, Kreis, Stadt) bestimmt. Die Formulierungen dieser Dokumente, die juristisch gesehen zwar keinen Gesetzescharakter besitzen, jedoch trotzdem die Basis der Religionspolitik bilden, lassen Spielraum für sehr unterschiedliche Auffassungen und für diametral entgegengesetzte Entscheidungen der Behörden in der Praxis, so dass die Verwirklichung der offiziellen Religionspolitik auf lokaler Ebene sehr unterschiedlich ausfallen kann. Auch gelten viele Dokumente nur für eine einzige Stadt oder einen Kreis. Trotz etlicher Anläufe gibt es in der VR China bisher kein Religionsgesetz und mit dem Aufschwung der Religionen in China entstanden ausgedehnte Grauzonen zwischen dem „Untergrund“ und den vom Staat offiziell anerkannten Kirchen.

## Religion in der chinesischen Verfassung
Die Volksrepublik China ist seit Anfang, gemäß der Verfassung, ein laizistischer Staat. Dies wurde in den Verfassungen folgendermaßen festgelegt:
Verfassung von 1954

Nach der Gründung der Volksrepublik China wurde in der Verfassung des Jahres 1954 festgelegt: „Jeder Bürger der Volksrepublik China soll Religionsfreiheit haben.“ Es wurde aber von Anfang an unterschieden zwischen religiösen Glaubensinhalten und der Organisation religiöser Institutionen. Was die Glaubensinhalte betraf, so überließ man es weitgehend den Religionsgemeinschaften, sie selber zu bestimmen. Die religiösen Institutionen wurden jedoch einer strengen Reglementierung und Kontrolle seitens der Partei und der Regierungsorgane unterworfen, um zu verhindern, dass sie Einfluss auf die gesellschaftlichen und politischen Verhältnisse im Land nehmen könnten. Die in der Verfassung festgelegte Religionsfreiheit wurde jedoch in der Frühphase der kommunistischen Herrschaft nur beschränkt beachtet und in der Zeit der Kulturrevolution (1966–1976) vollständig außer Kraft gesetzt.
Verfassung von 1978

Im Artikel 46 der Verfassung wird die Religionsfreiheit folgendermaßen beschrieben: „Die Bürger sind frei, an eine Religion zu glauben, frei, nicht zu glauben, und frei, den Atheismus zu propagieren.“
Verfassung von 1982

In der bis heute geltenden Verfassung der Volksrepublik China von 1982 lautet Artikel 36:
„Die Bürger der VR China genießen die Glaubensfreiheit. Kein Staatsorgan, keine gesellschaftliche Organisation und keine Einzelperson darf Bürger dazu zwingen, sich zu einer Religion zu bekennen oder nicht zu bekennen, noch dürfen sie jene Bürger benachteiligen, die sich zu einer Religion bekennen oder nicht bekennen. Der Staat schützt die normalen religiösen Tätigkeiten. Niemand darf eine Religion dazu benutzen, Aktivitäten durchzuführen, welche die öffentliche Ordnung stören, die körperliche Gesundheit von Bürgern schädigen oder das Erziehungssystem beeinträchtigen. Die religiösen Organisationen und Angelegenheiten dürfen von keiner ausländischen Kraft beherrscht werden.“
Diese Verfassungsgarantie der Religionsfreiheit bezieht sich nur auf die fünf anerkannten Religionen, nämlich Buddhismus, Daoismus, Islam, Protestanten (die in China „Christen“ heißen) und Katholiken, und zwar in ihren offiziellen, staatlich anerkannten und durch sogenannte „Patriotische Vereinigungen“ agierenden Strukturen (siehe unten).

## Rolle der Religionen in der Gesellschaft

### Religion im alten China
Religionen galten im alten China als verdächtig. Der Konfuzianismus setzte Religion mit Aberglaube gleich. Die Chinesen selbst brachten keine Erlösungsreligion hervor, im Gegenteil, Lao-Tse, dem Vater des Daoismus, wird die Aussage zugeschrieben: „Der Mensch braucht weder Götter noch Geister, wenn er dem Dao folgt.“  Dao meint hier das Streben nach Harmonie und die Suche nach dem rechten Weg. Erlösungsreligionen wie das Christentum oder der Islam wurden als etwas Fremdes, von außen Gekommenes und, in Zeiten innerer Schwäche, als etwas Staatsbedrohendes wahrgenommen.
Die Sicherung der staatlichen Einheit war stets vorrangiges Ziel der chinesischen Religionspolitik. Eine gute Religion verband sich mit dem Staat und wurde zur staatstragenden Kraft, indem sie dem Kaiser oder der herrschenden Regierung den Segen des Himmels vermittelte. Beispielhaft dafür ist der Konfuzianismus. Der Staat wurde im Konfuzianismus wie eine riesige patriarchalisch organisierte Familie verstanden, in der jeder seine Stellung, verbunden mit den damit einhergehenden Verpflichtungen, hatte. Religionen, welche das existierende politische System aus einer prophetischen Sendung heraus zu kritisieren wagten und sich um Einfluss auf politische oder gesellschaftliche Veränderungen bemühten, wurden als heterodox abgelehnt und verfolgt. Ihre Anhänger galten dann nicht mehr nur als religiöse Spinner, sondern als anarchistische Elemente und als eine Gefahr für den Bestand des ganzen Systems. Gerade das Christentum hat in der Vergangenheit öfter das herrschende System in Frage gestellt und sich für Veränderungen bis hin zur Revolution eingesetzt.

### Religion in der VR China

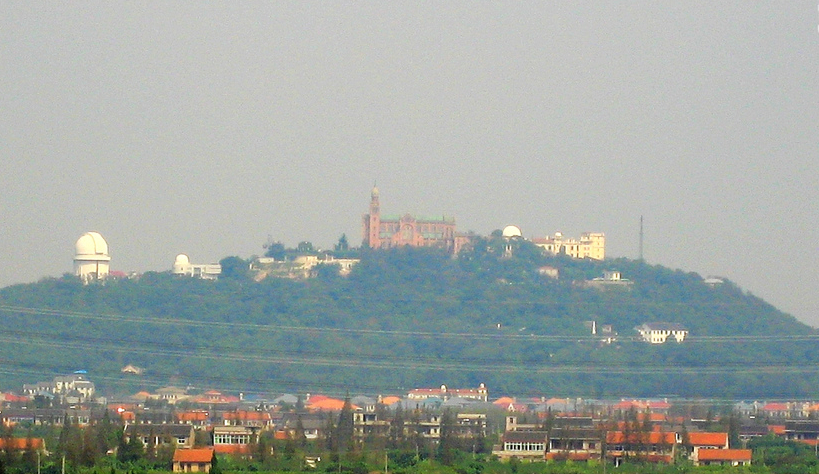
Blick auf den Sheshan-Hügel mit der Marienbasilika und dem Astronomischen Observatorium Shanghai

Seit Beginn der Volksrepublik ist China, gemäß der Verfassung, ein laizistischer Staat. Das Verhältnis zwischen dem Staat und den Religionen war im Verlauf der letzten Jahrzehnte jedoch sehr unterschiedlich.

#### Vom Beginn der Volksrepublik bis zur Kulturrevolution
Die neue Regierung übernahm von den Vorgängern die Skepsis gegenüber den Religionen. Gemäß der kommunistischen Vorstellung erwartete die kommunistische Regierung jedoch ein „natürliches“ Verschwinden der Kirchen. Im Jahr 1950 sagte Premierminister Zhou Enlai vor protestantischen Christen dazu folgendes: „Wir werden euch lehren und versuchen lassen, das Volk zu bekehren…. Schließlich glauben wir beide, dass sich die Wahrheit durchsetzen wird. Wir sind der Ansicht, dass eure Glaubenssätze falsch und unwahr sind, deshalb wird das Volk, wenn wir denn recht haben, sie verwerfen, und die Kirche wird zugrunde gehen. Solltet ihr jedoch recht haben, dann wird das Volk euch glauben. Aber, da wir sicher sind, dass ihr unrecht habt, lassen wir uns auf dieses Risiko ein.“
Trotz des Neutralitätsgebots in der Verfassung stand die Regierung in den 50er Jahren den Religionen feindselig gegenüber – eine Haltung, welche zum Teil aus ideologischen Gründen herrührte, zum Teil aber auch aus den schlechten Erfahrungen mit westlichen Missionswerken, die eng mit den Kolonialisten zusammenarbeiteten. Alle ausländischen christlichen Missionare (ca. 6200) wurden aus China ausgewiesen und der Kontakt der Kirchen zu allen ausländischen Organisationen abgebrochen.
Nach der Lehre der chinesischen kommunistischen Partei sollten sich alle religiösen Organisationen darüber hinaus streng auf die religiösen Inhalte und damit verbundenen Riten beschränken. Sie sollten sich keinesfalls in Belange einschalten dürfen, die in einer sozialistischen Gesellschaft dem Staat zugeordnet sind. Das wurde lange Zeit so interpretiert, dass sich die Religionen auf den Gebieten der Erziehung, des Gesundheitswesens und der Sozialarbeit nicht betätigen dürfen. Sie mussten sich ausschließlich auf den binnenreligiösen Raum beschränken.
Weiterhin wird zwischen „legitimer religiöser Tätigkeit“ und „feudalistischen abergläubigen Praktiken“ unterschieden. Letztere wurden in der VR China von Anfang an verboten.

#### Vom Beginn der Kulturrevolution bis zu Maos Tod
Während der ersten beiden Jahre der Kulturrevolution, also 1966 und 1967, wurden zahllose Klöster, Tempel und Kirchen von den Roten Garden verwüstet; jedwede Religionsausübung musste in den Untergrund gehen. Dies galt sowohl für die offiziell anerkannten als auch für die nicht anerkannten Kirchen.

#### Von Maos Tod bis zur Jahrtausendwende

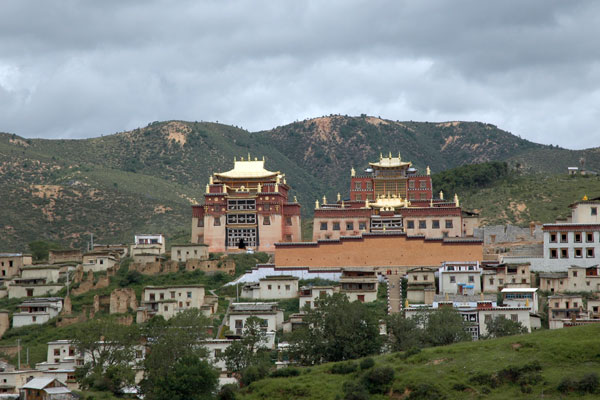
Kloster Sungtseling, Yunnan, China

Nach Maos Tod wurden die Religionen wieder zugelassen, und im Zuge der gesellschaftlichen Öffnung unter Deng Xiaoping seit den frühen 1980er Jahren wurde auch die Kontrolle der Behörden über die Religionen schrittweise gelockert. Tempel und Klöster wurden wieder eröffnet, zumeist ohne staatliche Zuschüsse. Das Christentum, welches über Jahre fast verschwunden schien, erlebte eine erstaunliche Wiedergeburt.
In den neunziger Jahren unterstützte der Staat den Ausbau oder Aufbau vieler Klosteranlagen, die Zahlungen wurden offiziell als Entschädigung wegen zweckentfremdeten Gebrauchs bezeichnet, und es wurde in die Verbesserung der Ausbildung einer enorm wachsenden Zahl von Mönchen und Nonnen investiert.
Die im Jahr 1992 gegründete Kultivierungspraxis Falun Gong wurde im Jahr 1999 verboten und Tausende ihrer Mitglieder wurden verhaftet. Die chinesische Regierung wirft Falun Gong vor, eine Geheimorganisation aufgebaut zu haben, mit der die chinesische Regierung unter Druck gesetzt werden soll. Dies sei ein Missbrauch der Freiheit der Religion. Das Erstarken von Falun Gong warf die Liberalisierungsbemühungen in China um Jahre zurück.

#### Entwicklung der letzten Jahre
Nach jahrzehntelanger Konfrontation hat sich das Verhältnis zwischen dem Vatikan und Peking, trotz anhaltender Differenzen, in den letzten Jahren entspannt. Im Jahr 2007 schrieb Papst Benedikt einen Brief an die chinesischen Katholiken, um die aktuelle Situation der Kirche in China zu erörtern und zur Vereinigung zwischen offizieller und nicht offizieller chinesisch-katholischer Kirche beizutragen. Aufgrund des Streits zwischen der chinesischen Staatsführung mit den Uiguren bleibt das Verhältnis zwischen der Staatsregierung und dem Islam belastet.
In den Jahren seit der Jahrtausendwende hat sich ein vorsichtiger Wandel gegenüber dem Handeln der Kirchen im sozialen Bereich vollzogen, so dass die Amity Foundation der protestantischen Kirche auf den Gebieten der Gesundheit, der Erziehung und der Publikationen tätig werden konnte. Auch in der katholischen Kirche gibt es inzwischen eine Reihe von Sozialeinrichtungen, Krankenstationen und Bildungseinrichtungen, die Nischenfunktionen ausüben.
Die Haltung der chinesischen Führung zur Religiosität ist ambivalent. Auf der einen Seite hat man erkannt, dass die Kirchen einen geistigen Halt vermitteln können, den die sozialistische Ideologie oder der Staat in Zeiten des Umbruchs nicht mehr geben kann. Insofern wirken die Kirchen stabilisierend auf die Gesellschaft, was von der chinesischen Führung begrüßt wird. Auf der anderen Seite fürchtet der Staat, dass der von den Kirchen und Glaubensrichtungen ausgehende Halt so groß wird, dass er zu einer organisierten Form gegen die Regierung benutzt werden kann. Besonders offen tritt diese Überlegung seit dem Beginn der Kampagne gegen die Falun-Gong-Bewegung im Juli 1999 zutage. Daher rührt der Versuch, die offiziellen Kirchen gegenüber den nicht registrierten Kirchen zu stärken. Trotz dieser staatlichen Bemühungen steigt aber die Zahl der Mitglieder in den nicht offiziellen christlichen Gemeinden weiterhin schneller an als in den offiziellen Kirchen.
Die neuen Entwicklungen spiegeln sich auch in dem aktuellen Programm zur Entwicklung einer „Harmonischen Gesellschaft“, welches von der Kommunistischen Partei zum Leitbild erhoben wurde. Mit dem neuen Leitbild der „Harmonischen Gesellschaft“ greift die Kommunistische Partei den Schlüsselbegriff der konfuzianischen Lehre auf: Harmonie. Die Religionen und die Kirchen haben in dieser „Harmonischen Gesellschaft“ ihren Platz und sind nicht mehr Gegner im Klassenkampf.

## Anzahl der Gläubigen der verschiedenen Religionen
Es ist nicht leicht, eine annähernd zutreffende Zahl von Religionsanhängern anzugeben. Nach dem Weißbuch Glaubensfreiheit in China, das vom Presse- und Informationsamt des Staatsrats im Jahr 1997 veröffentlicht wurde, gab es damals etwas mehr als 4 Mio. Katholiken und rund 10 Mio. Protestanten. Nach den Statistiken der offiziellen Kirchen in China gab es im Jahr 2004 5 Mio. Katholiken und 16 Mio. Protestanten. Es gibt zehn nationale Minderheiten mit einem überwiegenden Anteil an Muslimen. Bei den offiziellen chinesischen Zahlen wird die Anzahl der Muslime als die Summe der Angehörigen dieser zehn nationalen Minderheiten bestimmt. Das sind etwa 20 Millionen. Es gibt keine offiziellen Angaben, wie viele Anhänger des Buddhismus oder des Taoismus es in China gibt. Der Grund liegt darin, dass beide Religionen keine strengen Bestimmungen und Zeremonien kennen, die ein Bekenntnis zum Buddhismus und Taoismus deutlich machen und sich Buddhismus und Taoismus zu keiner nationalen Minderheit zuordnen lassen. Nach einer Statistik der Vereinigung der Buddhisten Chinas, der nationalen Organisationen des buddhistischen Kreises, soll es in China etwa 100 Mio. Buddhisten geben. Auch die chinesische Volksreligion wird offiziell nicht erwähnt.
Aufsehen erregte eine Studie der Professoren Tong Shijun und Liu Zhongyu der Shanghaier Lehreruniversität von 2005. Die Daten dieser Studie beruhten auf eigenen Umfragen und wurden in den staatlichen Medien veröffentlicht. Dadurch, dass diese Daten auf der Politischen Konsultativkonferenz des Jahres 2007 erwähnt wurden, bekamen sie eine halboffizielle Bedeutung.
Nach diesen Daten gibt es 150–200 Mio. Buddhisten, 25–35 Mio. Protestantische Christen, 11–18 Mio. Muslime, 8,5–13 Mio. Katholiken und 5,5 Mio. Daoisten. Die chinesische Volksreligion hat ungefähr 130 Mio. Anhänger. Diese Untersuchung kommt auf eine Gesamtzahl von ungefähr 300 Millionen Gläubigen anstelle der bisher offiziell angegebenen Anzahl von nur 100 Millionen.
Interessant ist die weite Verbreitung der chinesischen Volksreligion. Bisher wurde diese Religion offiziell einfach verschwiegen oder als Aberglauben abgestempelt. Religionssoziologen schlagen seit einiger Zeit vor, diese Volksreligion offiziell anzuerkennen.
Während Teile der westlichen Wissenschaftler die Daten von Tong und Liu als eine vernünftige Basis betrachten, gibt es auch ganz andere Zahlen. Zum Beispiel erwähnte der International Religious Freedom Report des US-Außenministeriums im Jahre 2010 „unabhängige Schätzungen“ von „50 Millionen oder mehr“ Muslimen, ohne sie konkret zu benennen.
Laut chinesischen sowie westlichen Schätzungen erlebt die chinesische Volksreligion einen großen Aufschwung. Demnach folgen die Mehrheit der Han-Chinesen (92 % der gesamten Bevölkerung Chinas) zumindest teilweise Traditionen der alten Religion mit stetig wachsender Anhängerschaft, die auch andere Völker einschließt. So gehört der traditionelle Ahnenkult zum normalen Alltag vieler Chinesen.

## Praxis der Religionspolitik

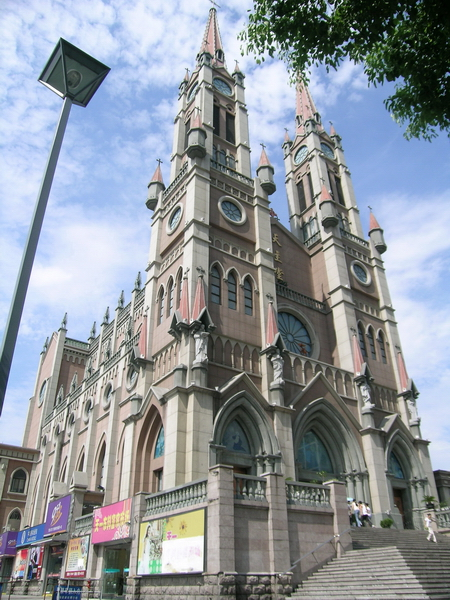
Mariä-Himmelfahrt-Kirche in Ningbo, Zhejiang

### Trennung zwischen Kult und Organisation der Kirchen
Der chinesische Staat verfolgt eine Politik der bedingten Religionsfreiheit. In den internen Bereichen von Lehre und Kult wird den Religionsgemeinschaften Unabhängigkeit gewährt. Was die Glaubensinhalte angeht, überlässt man es weitgehend den Religionsgemeinschaften, sie selbst zu bestimmen. Aber in allen anderen Bereichen unterstehen sie der Leitung und Kontrolle durch den Staat und unterscheiden sich hierin nicht von anderen Institutionen.

### Staatliche Kontrolle über die Kirchen
Der chinesische Staat versucht, durch Verwaltungsvorschriften und Registrierungsmaßnahmen alle religiösen Tätigkeiten vollständig zu kontrollieren. Dahinter steckt die Erfahrung, dass in der Geschichte Chinas immer wieder aus religiösen Aktivitäten parallele Machtstrukturen entstanden und zu einer Bedrohung des Staates wurden. Allein beim sogenannten Taiping-Aufstand sollen 20 Mio. Menschen zu Tode gekommen sein. Die Aufsicht über die Kirchen überträgt der Staat den lokalen Organen des Büros der staatlichen Religionsaufsicht (SARA).
Alle Personen, die in einer Kirche predigen, müssen sich in der für die Kirche zuständigen „Patriotischen Vereinigung“ einen Ausweis dafür ausstellen lassen. Dies ist mit einer entsprechenden Ausbildung und Prüfung verbunden.

### Einschränkungen der Religionsfreiheit
In der Berichterstattung über die Religionspolitik in der VR China ist oft von Einschränkungen der Religionsfreiheit die Rede. Die chinesischen Religionsbehörden und die offiziellen kirchlichen Organisationen weisen dies zurück und betonen, dass die von der Verfassung garantierte Religionsfreiheit auch tatsächlich ausgeübt und praktiziert werden könne.
Von chinesischer Seite wird vorgetragen, dass viele ausländische Berichte über Verfolgungen auf Übertreibungen beruhen oder auf einigen Einzelfällen, bei denen die Behörden gegen nicht offiziell genehmigte religiöse Handlungen und Zeremonien vorgegangen seien. Wenn es dann zu Verhaftungen und zu Gefängnisstrafen komme, so meist gegen Mitglieder von religiösen Gruppen, welche sich weigern, sich bei den staatlichen Aufsichtsbehörden registrieren zu lassen und somit gegen geltendes Recht verstoßen.
Staatliche Eingriffe gegenüber den Religionen werden nicht als Einschränkung der Religionsfreiheit, sondern als notwendige staatliche Maßnahmen zur Aufrechterhaltung der öffentlichen Ordnung erklärt, die sich nur gegen Handlungen richten, die sich fälschlich auf die Religionen oder die Religionsfreiheit berufen, die tatsächlich aber illegale, heterodoxe und revolutionäre Abweichungen darstellen. Zu Beginn der Reformära äußerte Deng Xiaoping: „Schon wenige Personen können unser Vorhaben untergraben. […] Die Erfahrung der Kulturrevolution hat gezeigt, dass Chaos lediglich zum Rückschritt, nie zum Fortschritt führt und dass stabile Ordnung herrschen muss, wenn wir vorwärts schreiten wollen.“
Wer in der VR China beschuldigt wird, die Stabilität des Staates zu gefährden, kann sich nicht auf Religionsfreiheit berufen. Die Religionsfreiheit bezieht sich in der chinesischen Vorstellung ohnehin nur auf den religiösen Kult in den Kirchen. Karitative Aktivitäten wie auch Stellungnahmen zur Politik des Staates, wie zum Beispiel der Favorisierung der „Ein-Kind-Familie“, gehören nicht zur Religionsfreiheit. Hier gibt es die gleichen Beschränkungen wie für jede andere gesellschaftliche Organisation.

## Vorschriften für religiöse Organisationen
China betrachtet sich als einen laizistischen Staat und schützt legale religiöse Aktivitäten. Die Grundhaltung des chinesischen Staates zur Religion wurde im sogenannten „Dokument Nr. 19“ (shijiuhao wenjian, 19号 文件; „Die grundlegende Sicht und die Politik in der Religionsfrage während der sozialistischen Periode unseres Landes“) aus dem Jahr 1982 begründet. Das Dokument formulierte die „fünf Kennzeichen“ einer anerkannten Religion. Es sind dies: Komplexität, Massencharakter, Langlebigkeit, Ethnizität und Internationalität. Diese Kennzeichen werden seither zur Charakteristik der religiösen Phänomene und zur Feststellung ihrer Orthodoxie in der VR China benutzt. Um den Begriff „legale religiöse Aktivitäten“ zu präzisieren, wurden zum 1. März 2005 Vorschriften über religiöse Angelegenheiten und später Ausführungsbestimmungen dazu erlassen. Über religiöse Aktivitäten und religiöses Personal wird folgendes bestimmt:
 Vorschriften für religiöse Aktivitäten

Gemeinsame religiöse Aktivitäten der religiösen Bürger sollen allgemein innerhalb der für sie registrierten Stätten stattfinden. Sie sollen von der zuständigen offiziellen religiösen Organisation organisiert und von deren Amtsträgern oder anderem Personal, das die Bedingungen der jeweiligen Religion erfüllt, geleitet werden.
 Vorschriften für religiöses Personal

Die offiziellen religiösen Organisationen (das sind die Chinesische Daoistische Gesellschaft, die Chinesische Buddhistische Gesellschaft, die Chinesische Islamische Gesellschaft, die Chinesische Katholisch-Patriotische Vereinigung, die Patriotische Drei-Selbst-Bewegung der Protestantischen Kirche) nehmen die Anerkennung des Status ihrer religiösen Amtsträger gemäß ihren Satzungen vor und melden die Amtsträger bei den zuständigen Behörden an. Für evangelische Pfarrer ist ein abgeschlossenes Theologiestudium Voraussetzung. Die religiösen Amtsträger dürfen ihre Tätigkeit erst nach einer Bestätigung der Ernennung durch die Abteilungen für religiöse Angelegenheiten bei den Volksregierungen aufnehmen. Nur die fünf offiziellen religiösen Organisationen dürfen Amtsträger bei den Behörden anmelden. Es besteht also keine Möglichkeit für eine direkte Anmeldung eines Geistlichen bei den Behörden ohne Unterordnung unter die offiziellen Organisationen.

## Die offiziellen Kirchen
Die offiziell zugelassenen Kirchengemeinden sind unter Dachverbänden zusammengefasst. Es existiert jeweils ein Dachverband pro offizieller Kirche. Für die Protestanten ist dies der „Chinesische Christenrat“. Die Dachverbände bilden jedoch keine verfasste Kirche als Institution mit einer festen, für alle geltenden Kirchenordnung, sondern sie sind eine Gemeinschaft von Einzelgemeinden und nehmen kirchenleitende Funktionen nur sehr eingeschränkt wahr. Im Prinzip sind alle lokalen Gemeinden selbstständig. Sie finanzieren sich selbst, bauen ihr eigenes Leitungspersonal auf und organisieren sich oft in überschaubaren kleineren Zirkeln und sind häufig in die dörflichen Clanstrukturen eingebettet.

## Nicht offiziell registrierte Gruppen
Trotz der Versuche des Staates, die religiösen Aktivitäten im Land zu kontrollieren, ist die Mehrheit der Gläubigen nicht offiziell registriert und die Zahl der Gläubigen in den nicht registrierten Gemeindekirchen wächst weiterhin schneller als die in den offiziellen Kirchen. Diese Entwicklung sollte allerdings weniger als Opposition gegen die Regierung denn als Zeichen der Inkompatibilität von Funktionärspolitik und Glauben interpretiert werden.
Bei der protestantischen Kirche sind mindestens zwei Drittel aller Gläubigen Mitglieder in einer nicht offiziell zugelassenen Gemeinde. Manchmal werden diese Gemeinden als „Hauskirchen“ bezeichnet, so als kämen sie vorwiegend in Wohnhäusern zusammen. In Wirklichkeit versammeln sie sich in Sälen oder sogar in eigenen Kirchen. Viele dieser Gemeinden würden sich gerne bei den Behörden registrieren lassen, es gibt aber Kriterien, die diese Gemeinden nicht erfüllen können. Zum Beispiel gibt es die Bedingung, dass sie von einem Pfarrer geleitet werden müssen, welcher eine abgeschlossene theologische Ausbildung vorweisen kann und vom Chinesischen Christenrat zugelassen wurde.
Normale christliche oder buddhistische Gruppen werden in der Regel auch ohne offizielle Zulassung toleriert. Da die Gemeinden jedoch nicht registriert sind, existieren sie rechtlich in einer Grauzone und ihre Mitglieder sind gegen Übergriffe lokaler Behörden nicht wie die Mitglieder der registrierten Gemeinden geschützt. In der Regel gibt es aber eine Zusammenarbeit zwischen der offiziellen „Protestantischen Patriotischen Vereinigung“ und den nicht angemeldeten Gemeinden. Die 50 Mio. Mitglieder der nicht offiziellen evangelischen Gemeinden erhalten ihr religiöses Material wie Bibeln, Gesangbücher, andere Schriften und Arbeitshilfen genauso von der „Protestantischen Patriotischen Vereinigung“ wie die Gemeinden der offiziellen Kirche.  Mitglieder der Falun-Gong-Bewegung hingegen gelten als staatsfeindlich und werden als Kriminelle behandelt.
Die Behandlung religiöser Gruppen wird sowohl durch landesweit gültige als auch durch nur lokal gültige Dokumente geregelt. Viele Kreise und Städte haben ihre eigenen Vorschriften für die Behandlung dieser Gruppen. Das folgende Beispiel zeigt eine Anleitung in den Verwaltungsvorschriften zur Behandlung nicht zugelassener Gruppen in Shanghai.

### Basisreligionsarbeit in Shanghai
Die „Religionsarbeit an der Basis“ wurde im Jahr 2005 in die Verwaltungsvorschriften und Beurteilungsstandards für „zivilisierte Nachbarschaftsviertel“ in Shanghai aufgenommen. Mit Hilfe dieser Neuerung sollte die Behördenkontrolle über die Bürger Shanghais verbessert werden, da „anormale“ religiöse Aktivitäten nach wie vor weit verbreitet sind und sogar noch zunehmen.
Die Verwaltungsvorschriften und Beurteilungsstandards legen fest, welche Kriterien ein städtisches Nachbarschaftsviertel erfüllen muss, um in den Status eines „zivilisierten“ Viertels erhoben zu werden.
„Zivilisierte Nachbarschaftsviertel“ sollen für die Verwaltung der religiösen Angelegenheiten an der Basis über ein System, über Maßnahmen und über eigenes dafür zuständiges Personal verfügen. Anormale Aktivitäten, welche die Religion betreffen, werden unter Anleitung der zuständigen übergeordneten Behörden aktiv reguliert. Plötzliche Zwischenfälle werden unverzüglich gemeldet.
Die religiösen Aktivitäten in einem „zivilisierten Nachbarschaftsviertel“ sind normal, geordnet und stören die Nachbarschaft nicht. Es darf keine unbefugt („wild“) errichteten religiösen Anlagen geben, es gibt keine wilden Weihrauchopferstätten, keine privaten Versammlungsorte oder andere anormale religiöse Aktivitäten.
Wie Zhu Liangmei, ein Mitglied der Kommission für ethnische und religiöse Angelegenheiten der Stadtregierung von Shanghai, darstellte, sei die Basisreligionsarbeit notwendig, da die drei „chronischen Krankheiten“ anormaler religiöser Aktivitäten weiterhin fortbestünden. Bei Buddhismus und Daoismus seien nach wie vor die „drei chaotischen Zustände“ weit verbreitet. Dies sind wildes (d. h. nicht genehmigtes) Errichten kleiner Tempel, wildes Weihrauchverbrennen und wildes Durchführen buddhistischer Rituale. Beim Protestantismus gebe es eine steigende Tendenz und einen gesellschaftlichen Trend zur Gründung privater Versammlungsorte. Außerdem sei nach wie vor die katholische Untergrundkirche aktiv. Es gehe aber nicht nur darum, die Religion zu administrieren, vielmehr solle auch der positive Beitrag der Religionen zur Geltung kommen.

### Nicht genehmigte Kultstätten in Shanghai
In einem Studienbericht über nicht genehmigte „Weihrauchopferstätten“ schätzt Yao Nanqiang, Professor für Recht und Politik an der East China Normal University, dass es in Shanghai 30 bis 60 solche Kultstätten geben dürfte. Diese Kultstätten, in denen oft eine Mischung aus Buddhismus, Daoismus und Volksreligion praktiziert werde, seien spontan entstanden, meist an Orten, wo es früher einen Tempel gab. Sie würden von den lokalen Kadern, die oft selbst gläubig seien, geduldet oder sogar unterstützt. Yao schlägt vor, man solle die Kultstätten differenziert behandeln. Falls möglich, solle man sie registrieren. Falls nötig, solle man die Leiter kurzzeitig unterweisen. Falls notwendig, solle man sie in den nächsten Tempel eingliedern. Das Ziel müsse sein, die Aufsicht über diese Kultstätten zu verstärken und ihre „negativen Auswirkungen“ zu mindern.

### Geheimgesellschaften in China
Religiöse Geheimgesellschaften haben in China eine lange Tradition. Seit der Ming-Dynastie gelten sie als ein Anzeichen für sozioökonomische Instabilitäten und als politisches Unruhepotential; sie werden vom chinesischen Staat als ideologische und organisatorische Bedrohung betrachtet. Die Geheimgesellschaften haben meist einen charismatischen Anführer, eine komplexe und flexible Organisationsform und vertreten Heils- und Erlösungslehren. Im Zuge ihrer Herrschaftskonsolidierung in den 50er Jahren führte das kommunistische Regime einen erbitterten Kampf gegen sie. Im Rahmen der gesellschaftlichen Öffnung in den 80er Jahren bereiteten sie der Regierung erneut große Sorgen.

## Staatlich anerkannte Religionen

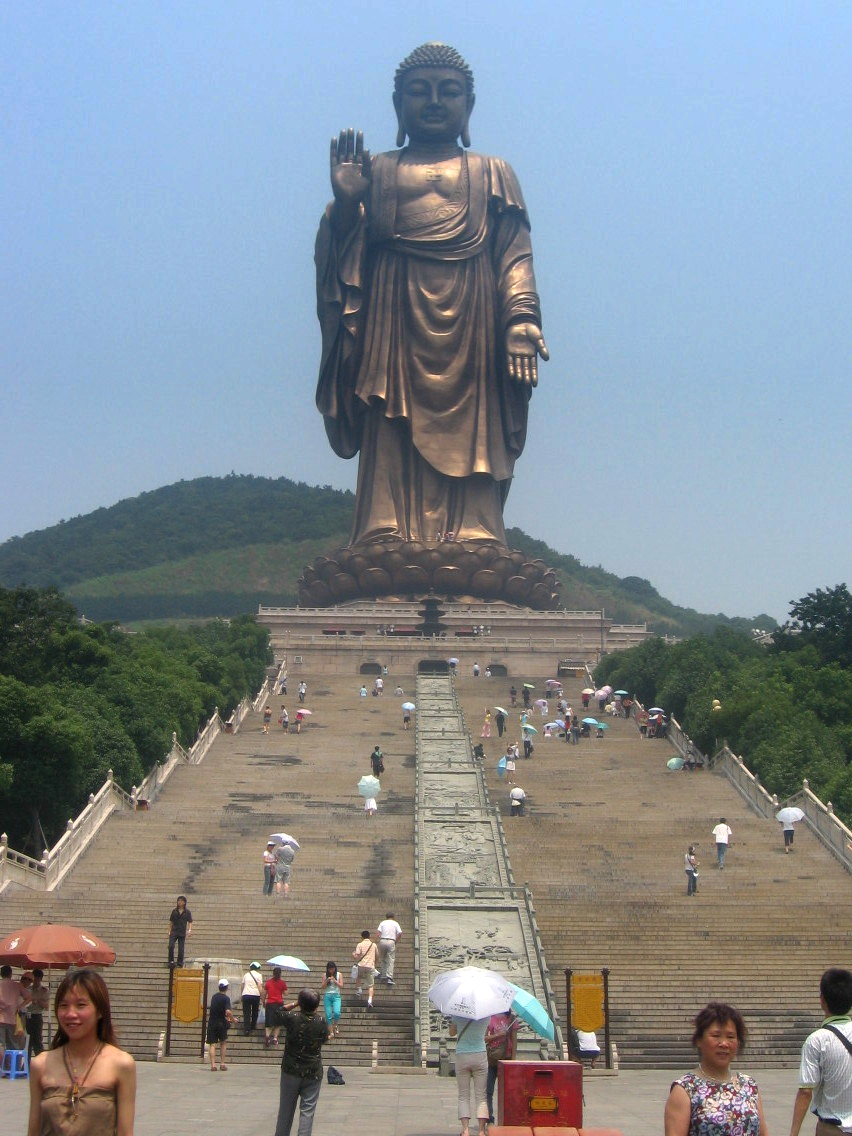
Ling-Shan-Buddhastatue in Wuxi, Jiangsu

Offiziell werden in der Volksrepublik China heute fünf Religionen anerkannt, nämlich der Daoismus, der Buddhismus, der Islam sowie das evangelische und das katholische Christentum. Jede dieser anerkannten Religionen ist in der Konsultativkonferenz des chinesischen Volkes vertreten, in der alle politisch, gesellschaftlich und religiös relevanten Institutionen unter der Leitung der kommunistischen Partei zusammenarbeiten.
Die traditionellen chinesischen Religionen, zu denen sich ein Drittel aller sich als religiös verstehenden Chinesen bekennt, existieren nicht als offizielle Religionen. Ebenso wenig von der Regierung anerkannt wird der chinesische Volksglaube, da er ohne jedwede Organisation, Klerus oder festgelegte Theologie ist.
Die Russisch-Orthodoxe Kirche wird offiziell nicht als Religion genannt, weil die Gläubigen dieser Kirche der russischen Minderheit zugeschrieben werden. Im Jahre 2015 gehörten in China rund 15 000 Gläubige der orthodoxen Kirche an.

### Daoismus
Hauptartikel: Daoismus in der Volksrepublik China

### Islam

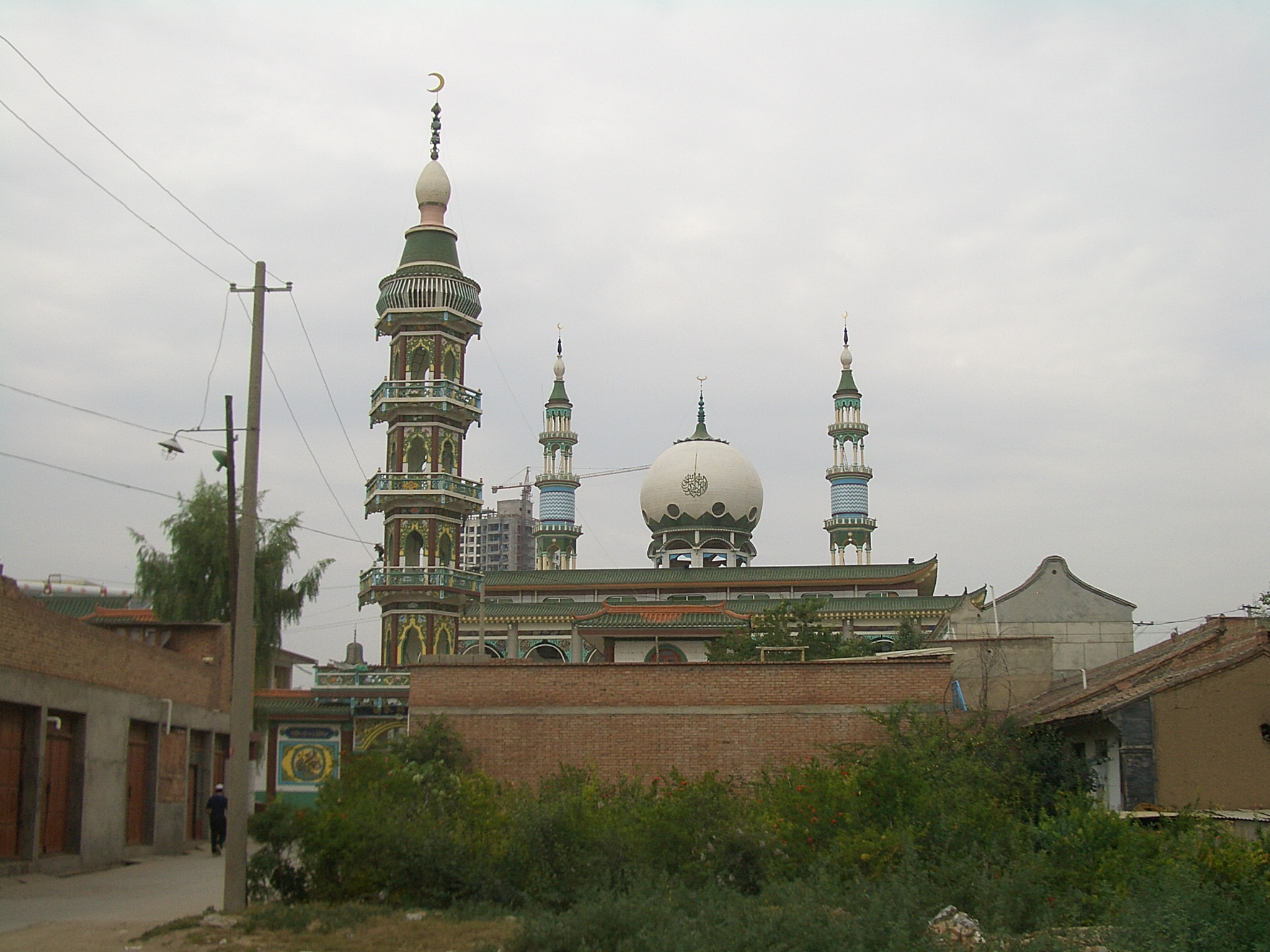
Linxia Hanjia Moschee

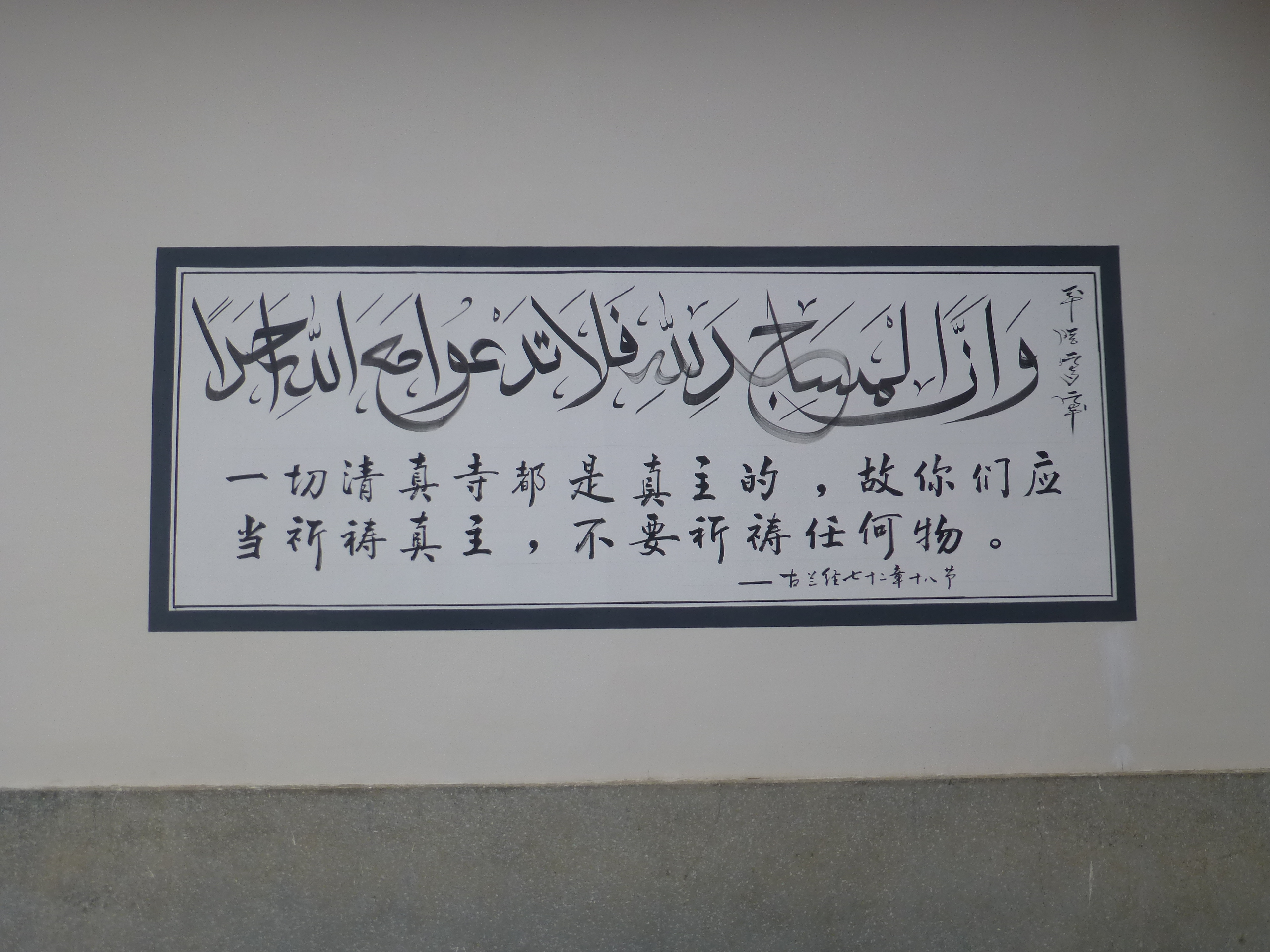
Eine Kalligraphie mit dem arabischen und chinesischen Text von Sure 72:18 „Die Moscheen sind für Gott. So ruft neben Gott niemanden anders an.“ in dem Dorf Dahui, Tonghai-Provinz, Yunnan

Muslime leben auf dem Gebiet der Volksrepublik etwa seit dem 7. Jahrhundert. Die meisten ethnischen Minderheiten, die sich vorwiegend zum Islam bekennen, leben im Westen Chinas. Die Hui-Chinesen hingegen leben über das ganze Territorium des Landes verstreut, mit Schwerpunkten in den Provinzen Ningxia, Gansu, Qinghai, Yunnan und Shaanxi, daneben in den meisten Großstädten. Sie sind ethnisch recht verschieden.
Neben den Hui bekennen sich noch weitere ethnische Minderheiten zum Islam, wobei die Uiguren, Kasachen, Kirgisen und Usbeken die größten sind. Deren Siedlungsraum liegt fast ausschließlich in Xinjiang, wo auch einige Tausend Tataren und Tadschiken leben. Weitere kleinere muslimische Minderheiten sind die teils mongolischstämmigen Salar, Bonan, Dongxiang und Teile der Yugur, die meist zusammen mit Hui in verstreuten Siedlungsgebieten und autonomen Bezirken und Kreisen leben und die sich auch über die Provinzen Gansu, Qinghai und Shaanxi erstrecken. Nicht als eigenständige Minderheit anerkannt, sondern den Hui zugerechnet, werden die Utsul auf der Insel Hainan, die vermutlich Cham-Flüchtlinge aus Vietnam sind.
In ihrer Geschichte gehörten fast alle Angehörigen dieser zehn muslimischen Nationalitäten zum Islam. Zu Beginn des vorigen Jahrhunderts änderte sich das. Trotzdem machen auch heute noch Muslime die Mehrheit bei diesen zehn Nationalitäten aus. Bei der offiziellen Datenerhebung der Zahl der Muslime wird in der Regel die Bevölkerungszahl dieser zehn Nationalitäten angegeben. Inzwischen hat der Islam auch Anhänger unter den Mongolen, Tibetern und Bai gefunden.
Nach der Statistik der fünften Volkszählung in China im Jahr 2000 lag die Bevölkerungszahl der zehn muslimischen Nationalitäten bei 20 Millionen. Sie waren hauptsächlich im Nordwesten Chinas beheimatet. Im Einzelnen zählte man 8,3994 Mio. Uiguren, 1,2505 Mio. Kasachen, 160 800 Kirgisen, 41 000 Tadschiken, 12 400 Usbeken und 4900 Tataren. Angehörige dieser sechs Nationalitäten leben vor allem im Autonomen Gebiet Xinjiang der Uygur-Nationalität. Die 104 500 Salar sind überwiegend in der Provinz Qinghai beheimatet. Die 513 800 Dongxiang und die 16 500 Baoan leben überwiegend in der Provinz Gansu. Die zahlenmäßig stärkste dieser zehn Nationalitäten waren die Hui mit 9,8168 Mio.
Die Hui sind in den meisten Städten und Kreisen der ganzen Volksrepublik beheimatet, vor allem in Ningxia, Qinghai, Gansu, Xinjiang und Shaanxi im Nordwesten, in Yunnan im Südwesten sowie in Hebei, Henan, Shandong und in der Inneren Mongolei. Das Autonome Gebiet Ningxia gilt dabei als größtes Siedlungsgebiet der Hui.
Die offiziellen Zahlen über die muslimische Bevölkerung werden von einigen westlichen Wissenschaftlern als glaubwürdig angenommen, einige Sinologen vertreten hingegen ganz andere Zahlen. Gegen die offiziellen Angaben spricht, dass schon 1897 und 1936 von 20 Mio. Muslimen ausgegangen wurde. Die Bevölkerung Chinas hat sich seitdem mehr als verdoppelt, ebenso die Anzahl z. B. der Uiguren, und im Gegensatz zu Massen von Han-Chinesen wurden während des Weltkriegs kaum Uiguren und Hui von Japanern getötet.
Noch 1888 hatte Meyers Konversations-Lexikon in seiner 4. Auflage geschrieben:

„Der Islam zählt in den westlichen Landesteilen etwa 3–4 Mill. Anhänger, nicht 30–40 Mill., wie fälschlich meist angegeben wird (vgl. Palladius in den Arbeiten der Mitglieder der russischen geistlichen Mission zu Peking, [* 20] Bd. 4), und eine noch nicht näher zu bestimmende Zahl in Jünnan.“

Bereits in der 5. Auflage jedoch bezifferte Meyers dann allein die Zahl der Muslime in der Provinz Jünnan mit 3,75 Mio., in der Provinz Shensi mit 6,5 Mio. sowie in der Provinz Kansu sogar mit 8,35 Mio. und korrigierte die Gesamtzahl der Muslime in China nach oben auf 19,95 Mio. An diesen Zahlen hielt Meyers dann auch in der 6. Ausgabe von 1905 und den folgenden Ausgaben fest, ebenso Brockhaus 1911.
Am Vorabend der Kulturrevolution (1966) gab der Fischer Weltalmanach die Zahl der Muslime in der Volksrepublik mit über 40 Mio. an (5,2 % von 768 Mio. Einwohnern), fünf Jahre später sogar mit über 48 Mio. (5,8 % von 830 Mio.). Der International Religious Freedom Report des US-Außenministeriums erwähnte im Jahre 2010 „unabhängige Schätzungen“ von „50 Millionen oder mehr“ Muslimen, ohne sie jedoch konkret zu benennen.
In China selbst erregte eine Studie der Professoren Tong Shijun und Liu Zhongyu der Universität von Shanghai 2005 Aufmerksamkeit. Sie wurde in der offiziellen Nachrichtenagentur Xinhua veröffentlicht. Bei dieser Studie wurden nicht die Bevölkerungszahlen der zehn muslimischen nationalen Minderheiten zusammengezählt, sondern Personen direkt nach ihrem Glauben befragt. Diese Studie ergab eine Anzahl von 11 bis 18 Millionen Muslimen.
In Nordwestchina stellen Muslime nach wie vor die Bevölkerungsmehrheit. Heute sieht sich die chinesische Führung mit gelegentlichen Unruhen der Uiguren in Xinjiang konfrontiert. Hierbei ist nicht klar, zu welchen Teilen Nationalismus, Islamismus oder empfundene Ungerechtigkeit von Seiten der von Han dominierten Verwaltung als Ursache zu sehen sind. Dabei ist auch zu beachten, dass von 1949 bis 2000 der Anteil der Han-Chinesen in Xinjiang von 3,7 % auf über 40 % zunahm.
Seit 1955 bildet das Pekinger Chinesische Islamische Institut Mullahs aus.
Seit 2014 werden Uiguren und andere Minderheiten verhaftet und in „Umerziehungslager“ gebracht, wo sie zwangsassimiliert werden und strategisch und gewaltsam versucht wird, ihnen ihre Kultur und Religion abzugewöhnen. Diese Lager werden streng überwacht, der Kontakt zur Außenwelt ist den Gefangenen ausnahmslos verboten und die Menschenrechte werden dort verletzt. Es wird geschätzt, dass die chinesischen Behörden ab dem Jahr 2018 Hunderttausende bis Millionen Muslime und Christen, darunter auch einige ausländische Staatsbürger, festgenommen haben und diese in der gesamten Region teilweise unter menschenunwürdigen Bedingungen in zahlreichen Lagern willkürlich interniert sind.